# Décès en janvier 1951
Décès
- 1947
- 1948
- 1949
- 1950
- 1951
- 1952
- 1953
- 1954
- 1955

Pour une information complémentaire, voir la page d'aide.

| Date       | Nom                | Pays                   | Activités                               | Âge | Source |
| ---------- | ------------------ | ---------------------- | --------------------------------------- | --- | ------ |
| 7 janvier  | Bouck White        | Drapeau des États-Unis | écrivain et socialiste américain.       |     |        |
| 9 janvier  | Mabel Philipson    | Drapeau du Royaume-Uni | Actrice et femme politique britannique. | 65  |        |
| 26 janvier | Alfred de Montigny | Drapeau de la France   | Aviateur français.                      | 67  |        |